# Банда, Ричард
Ричард Банда (англ. Richard Banda; род. Kawambwa) — малавийский барристер и бывший спортсмен. Ранее занимал должности главного судьи Малави и Эсватини, а также министра юстиции Малави. Был председателем Ассоциации магистратов и судей Содружества наций и Секретариата Арбитражного суда Содружества наций. Также был легкоатлетом и футболистом. Является супругом бывшего президента Малави Джойс Банды и был первым в истории первым джентльменом страны.

## Биография

### Спортивная карьера
Был капитаном национальной сборной Малави по футболу, а затем был председателем Футбольной ассоциации Малави. Как легкоатлет представлял сборную Малави в прыжках в высоту. Позже стал председателем Ассоциации Олимпийских игр и игр Содружества наций от Малави.

### Юридическая карьера
В июле 1966 года поступил на работу в коллегию адвокатов Грейс-Инн. Затем работал в юридической службе правительства Малави до 1970 года. Президент Малави Хастингс Банда назначил его директором государственной прокуратуры, а затем он исполнял обязанности генерального солиситора и министра юстиции. В апреле 1972 года был назначен генеральным прокурором и стал первым малавийцем, получившим должность старшего юрисконсульта. Работал на этих двух должностях до 1974 года, когда стал министром юстиции и генеральным прокурором, и отвечал за работу местного самоуправления до своей отставки в 1976 году.
В 1980 году вновь поступил на судебную службу, чтобы занять недавно созданную должность главного магистрата-резидента. В ноябре 1980 года был назначен судьей Высокого суда и Верховного суда Малави. В 1992 году стал первым чернокожим председателем Верховного суда Малави, эту должность занимал до 2002 года. Был председателем Ассоциации магистратов и судей Содружества в 2000—2003 годах.
Был главным судьей Эсватини, на этой должности выступал против коррупции и задержек в системе уголовного правосудия этой страны. Ему на смену пришёл Майкл Рамодибеди после того, как он вышел на пенсию по состоянию здоровья.

## Почести и награды
С 2003 по 2007 год был председателем Африканских парков (Маджете).

## Личная жизнь
Родился в Кавамбве (Северная Родезия), недалеко от границы с Ньясалендом. Женат на бывшем президенте Малави Джойс Банде. Зять чиновницы Анджимиле Опоньо.